# پایگاه هوایی آبی دریاچه اوریلیا/ماتچداش
پایگاه هوایی آبی دریاچه اوریلیا/ماتچداش (به انگلیسی: Orillia/Matchedash Lake Water Aerodrome) یک فرودگاه خصوصی است که یک باند فرود آب دارد. این فرودگاه در کشور کانادا قرار دارد و در ارتفاع ۲۲۵ متری از سطح دریا واقع شده است.